# Adršpachové z Dubé
Adršpachové z Dubé (též Adršbachové z Dubé nebo Abršpachové z Dubé a z Náchoda) byli český šlechtický rod z rozrodu Ronovců. Na svém štítě nosili ostrve. Své državy měli hlavně ve východních Čechách.

## Historie
Zakladatelem rodové větve pánů z Dubé byl Půta z Dubé, který se psal i Půta z Frýdlantu. Doklady o něm pochází z let 1295–1318. Byl jedním ze čtyř synů Hynka z Dubé. Měl tři syny jménem Hynek, kteří se rozlišovali jako Hynek Hlaváč, Hajman a Hynek Crh; čtvrtý syn Václav jako jediný zřejmě nezanechal potomstvo. K rodovým sídlům patřily hrady Adršpach, Náchod, Frymburk a Vízmburk.
Z Hajmanových potomků je znám Hynek z Dubé a Náchoda, který prodal hrad Náchod a usadil se na Adršpachu. Jeho syny byli Hynek Lýšek (1401–1415) a Hynek Červenohorský (1401–1440), který se psal podle nově získaného hradu Červená hora. Oba byli katolíci a přívrženci krále Zikmunda. O Hynkovi Červenohorském se vypravovalo, že vpadl do městečka Krčína, tehdejšího sídla orebských bratří, a lidi v kostele povraždil a rozprášil. Nechal napojit koně ze svého kalicha a výsměšně pravil, že i ten jeho kůň je podobojí. Jeho potomci vymřeli v druhém pokolení.  
Synové Hynka Lýška a Anny z Velhartic byli Jan (1437–1452) a Petr (1437). Petrův syn Petr Adršpach z Dubé (1487–1532) zdědil či odkoupil Rýzmburk, Skály, Adršpach, Červenou horu, Vízmburk a jiné zboží, ale hospodařil tak špatně, že ani jeden statek neudržel a jeho potomci žili v chudobě. Z manželství s Eliškou ze Smiřic měl čtyři syny Jana, Hynka, Mikuláše a Smila, kteří seděli na drobných statcích u Prahy. Jejich potomků bylo málo. Janův syn Jáchym držel v roce 1589 nějaký statek v Pálči. V písemnostech je doložena i Markéta Adršpachová z Dubé, která žila jako chudá příbuzná Berků z Dubé kolem roku 1575 na zámku Zákupy a byla ustavena spoluporučnicí nezletilého Václava Berky z Dubé v Zákupech. Je známo, že se v té době musela občas starat o zákupské panství sama. Zemřela 31. března 1598 na Novém zámku v Zahrádkách. Její tělo odtamtud převezli tři kněží a pohřbili v zákupském kostele svatého Fabiána a Šebestiána, kde měli Berkové rodinnou hrobku.

## Konec rodu
Posledním členem tohoto rodu byl Kristián Adršpach Berka (toto jméno bylo přijaté po strýcovské větvi) z Dubé, jenž, jakožto osoba panského stavu, byl mezi plnomocníky sedmihradského knížete Gábora Bethlena poslanými v roce 1620. Po porážce českého stavovského povstání mu bylo zkonfiskováno jmění, zaplatil velkou pokutu a jako mnoho jiných odešel do exilu. V roce 1631 pracoval ve službách Fridricha Falckého, když jako jeho vyslanec navštívil dánského krále Kristiána IV.